# 町田博子
町田 博子（まちだ ひろこ、1924年10月25日 - 2010年）は、日本の女優である。本名は橋本 博子（旧姓小町谷）。特技は日本舞踊、東北弁、ピアノ。

## 来歴・人物
1924年（大正13年）10月25日、東京府南多摩郡町田町原町田に生まれる。
1939年（昭和14年）、町田尋常高等小学校（現在の東京都立町田高等学校）を卒業。同年4月、日活多摩川演技研究所に4期生として入所し、翌1940年（昭和15年）12月、日活多摩川撮影所が製作した山本弘之監督映画『生活の歓び』で映画初主演。1942年（昭和17年）、戦時統制に伴う企業統合で大映に移籍し、後に大映芸能挺身隊に加入して全国を慰問する。
第二次世界大戦終結後の1945年（昭和20年）、伊賀山正徳監督映画『海の呼ぶ声』で復帰して以来、大映の専属女優として活躍。1966年（昭和41年）、大映を退社してフリーとなるが、以後も数多くの映画、テレビドラマに出演した。中でも1988年（昭和63年）に話題になった昼ドラマ『華の嵐』（CX系）で、高木美保（ヒロインの朝倉柳子役）に仕える女中頭のきぬ役が有名。
また、その傍ら舞台でも活躍しており、1950年（昭和25年）、劇作家の三好十郎が主宰した劇団戯曲座に参加し、高品格、山田禅二、織賀邦江らと共演。1954年（昭和29年）には退団し、劇団東演で舞台を踏んだ後、東京俳優生活協同組合に所属した。この間、1957年（昭和32年）4月に結婚。
2010年（平成22年）、死去した。満85-86歳没。晩年は歩行困難のため、東京都内の老人施設に暮らしていた。

## 主な作品

### 映画
- 生活の歓び（1940年）
- 三女性（1940年）
- 希望の海（1940年）
- 結婚命令（1943年）
- 海の呼ぶ声（1945年）
- 街の人気者（1946年）
- 或る夜の接吻（1946年）
- 絢爛たる復讐（1946年）
- 花咲く家族（1947年）
- 女囚36号（1947年）
- 東京の夜（1947年）
- いつの日か花咲かん（1947年）
- 静かなる決闘（1949年）
- 雁（1953年）
- 或る女（1954年）
- 春琴物語（1954年）
- お嬢さん先生（1955年）
- 赤線地帯（1956年）
- あさ潮ゆう潮（1956年）
- 母を求める子等（1956年）
- 踊子（1957年）
- 女の肌（1957年）
- 妻こそわが命（1957年）
- 健太と黒帯先生（1957年）
- 青空娘（1957年）
- 春高樓の花の宴（1958年）
- 母（1958年）
- かあちゃんは犯人じゃない（1958年）
- 巨人と玩具（1958年）
- 赤線の灯は消えず（1958年）
- 不敵な男（1958年）
- 一粒の麦（1958年）
- 母の旅路（1958年）
- 白鷺（1958年）
- 白昼の侵入者（1958年）
- 千代田城炎上 (1959年)
- 共犯者（1958年）
- 夜の闘魚（1959年）
- 氾濫（1959年）
- 旅情（1959年）
- 足にさわった女（1960年）
- お琴と佐助（1961年）
- 黒の試走車（1962年）
- 嘘（1963年）
- ぐれん隊純情派（1963年）
- 黒の超特急 （1964年）
- 幸せなら手をたたこう（1964年）
- 清作の妻（1965年）
- 小さい逃亡者（1966年）
- なみだ川（1967年）
- 濡れた二人（1968年）
- 孤島の太陽（1968年）
- 天保水滸伝 大原幽学（1976年）
- 病院へ行こう（1990年）

### テレビドラマ
- 夫婦百景 第59回「うそと夫婦」（1959年、NTV）
- スター・アンド・スターショー / 刑事（1959年、CX）
- 東京タワーは知っている（CX）
  - 第5回「私が彼を殺した日」（1959年）
  - 第24回「銀座の赤ん坊」（1961年）
- 花王ファミリー劇場 / 純愛シリーズ 第116回「草花の詩」（1963年、TBS）
- ナショナル日曜観劇会 / 子機（1963年、CBC）
- 横丁正義隊（1964年、NTV）
- 夕日と拳銃（1964年、TBS）
- せんせい（1965年、CX）
- 木下恵介劇場→木下恵介アワー（TBS）
  - 記念樹（1966年）
  - 女と刀（1967年） - 母
- 特別機動捜査隊（NET / 東映）
  - 第355話「女の四季」（1968年）
  - 第439話「同姓同名」（1970年）
  - 第444話「愛の巡礼」（1970年）
- でっかい青春 第18話「さよならと言えないで」（1968年、NTV）
- 怪奇大作戦 第10話「死を呼ぶ電波」（1968年、TBS / 円谷プロ） - 村木秋彦の母
- 契りきな（1969年、NET）
- 見合い恋愛（1969年、NTV） - 篤子
- ポーラテレビ小説（TBS）
  - 安ベエの海（1969年）
  - さかなちゃん（1976年）
- 兄貴の恋人（1970年、CX）
- ザ・ガードマン 第265話「離婚孤児争奪戦」（1970年、TBS / 大映テレビ室）
- アテンションプリーズ 第10話、第11話（1970年、TBS） - 洋子の叔母
- 殉愛（1971年、THK） - 辰子（「酒田屋」女将）
- 泣くな青春 第9話「割れた鏡」（1972年、CX）
- 荒野の素浪人（NET）
  - 第1シリーズ（1972年）
    - 第25話「惨殺 地獄の歌がまた聞える」
    - 第49話「追跡 地獄への身代金」

  - 第2シリーズ 第38話「落ちた偶像」（1974年）
- 剣客商売 第18話「ある剣客の死」（1973年、CX / 東宝 / 俳優座） - おなえ
- 銭形平次 第458話「ある母の願い」（1975年、CX）
- 赤い迷路 第21話「約束」（1975年、TBS） - クメ
- 新・七人の刑事 第3話「さらば友よ」（1975年、TBS）
- 俺たちの旅（NTV） - カースケのおば
  - 第12話「妹はちょっと甘えてみたいのです」（1975年）
  - 第20話「本気になって生きていますか?」（1976年）
- 太陽にほえろ! （NTV）
  - 第183話「金庫破り」（1976年） - 緑アパート大家
  - 第262話「誇り高き刑事」（1977年） - 谷たみ子
  - 第272話「秘密」（1977年） - 原田の姉
  - 第321話「朝顔」（1978年） - 山村家の隣人
  - 第390話「二十歳の殺人」（1980年） - 森口家の隣人
  - 第464話「我がいとしき子よ」（1981年） - おでん屋屋台女将
  - 第567話「純情よ、どこへゆく」（1983年） - セントラルコーポ管理人
  - 第620話「素晴らしき人生」（1984年）
  - 第624話「張り込み」（1984年） - 食堂の女将
  - 第650話「山村刑事左遷命令」（1985年） - 山村家の家政婦
  - 第662話「制服よさらば」（1985年） - 山村家の家政婦
  - 第691話「さらば! 山村刑事」（1986年）
- 三日月情話（1976年、THK）
- 同心部屋御用帳 江戸の旋風III（CX）
  - 第18話「姉妹芸者」（1977年）
  - 第39話「うしろの正面だァれ」（1978年）
- 忘れがたき日々（1978年、KTV）
- 白い巨塔 第11話（1978年、CX） - 池沢社長夫人
- 新五捕物帳（NTV / ユニオン映画）
  - 第65話「あした幸せなら」（1979年） - お良
  - 第148話「おふじという女」（1981年）
- 土曜グランド劇場（NTV）
  - 熱中時代
    - 刑事編 第3話「熱中時代苦心の張込み」（1979年） - 「大輝園」店主夫人
    - 先生編 第2シリーズ 第28話「熱中先生と三千万円の宝くじ」（1981年） - 宝くじ販売員

  - 気分は名探偵 第10話「真犯人み〜っけた!」（1984年）
- 半七捕物帳 第16話「二人女房」（1979年、ANB）
- 大捜査線 第24話「青春の光と影」（1980年、CX）
- 俺はおまわり君 第1話「新天地、来てみてみれば…」（1981年、NTV）
- 3年B組貫八先生（1982年 - 1983年、TBS）
- 立花登・青春手控え 第7話「帰ってきた」（1982年、NHK）
- 金曜ドラマ（TBS）
  - 淋しいのはお前だけじゃない 第7話「雪の渡り鳥」（1982年）
  - いつもお陽さま家族（1982年 - 1983年） - 大倉先生
  - 女ともだち 第3話「彼を私にください」（1986年） - トゥゲザーシステムインターナショナルの客
- 阪急ドラマシリーズ / 青春INGS ゆう子とヘレン 第7話「お父さんの秘密」（1982年、KTV） - 中川増代
- ザ・サスペンス（TBS）
  - 悪魔のような完全犯罪（1983年）
  - ガラスの絆〜人工受精殺人事件（1983年）
  - ふたりの恋人（1984年）
- ナショナル木曜劇場 / 間違いだらけの夫選び（1985年、CX）
- 花王 愛の劇場（TBS）
  - 忘却の愛（1985年）
  - おむこさん（1990年）
- 私鉄沿線97分署 第90話「さらば! プレハブ刑事たち!!」（1986年、ANB）
- 化身（1987年、KTV）
- 新鋭シナリオ賞 / 東京フリーマーケット（1987年、TBS）
- 元日ドラマスペシャル / 華の嵐（1988年、THK）
- 木曜ゴールデンドラマ / 結婚・嫁と姑の出逢い（1988年、YTV）
- 土曜ドラマスペシャル→月曜ドラマスペシャル（TBS）
  - あなたが大好き（1988年）
  - 大島つむぎ殺人事件（1995年）
  - 弁護士迫まり子の遺言作成ファイル 第1作「約束」（1999年） - 渡辺初子
- こまらせないで!（1989年、CX）
- 華の嵐（1988年、THK） - きぬ
- 夏の嵐（1989年、THK） - ぬい
- 土曜ワイド劇場 / 仮面の人形（1989年、ANB）
- 12時間超ワイドドラマ / 天下の副将軍水戸光圀 徳川御三家の激闘（1992年、TX） - 桂昌院
- 虹色定期便（1999年、NHK） - ハル
- 金曜エンタテイメント（CX）
  - ざけんなョ!9 「私を旅行に連れてって?」（1995年）
  - おだまり・コンビ 第1作「芸能界殺しのパズル」（1999年、CX）
- はみだし刑事情熱系（ANB）
  - PART4 第7話「涙の広域大捜査網! 父として娘として…」（1999年）
  - PART5 第3話「912名の人質!! 娘が残した5つの約束…」（2000年）
- 3年B組金八先生 第5シリーズ（1999年 - 2000年、TBS） - 松崎キヨ 役
- 女と愛とミステリー（2001年、BS JAPAN）
  - 旅行作家・茶屋次郎 第1作「梓川清流殺人事件」 - 高林かね 役
  - 伊豆・天城越え殺人事件!
- はぐれ刑事純情派（ANB）
  - 第15シリーズ 第19話「"ありがとう"で殺人!? ふたりの母と同居する女」（2002年） - 小田秋子
  - 第16シリーズ 第15話「女子大生主婦40才の犯罪! 時間差で死んだ姑!?」（2003年） - 大沼君江

### 舞台
- どん底
- ワーニャ伯父さん
- 黒姫山のきつね物語
- 越後詞往来
- びっくり箱

### CM
- お釜にポン（昭和産業）